# 1482 Себастіана
1482 Себастіана (1482 Sebastiana) — астероїд головного поясу, відкритий 20 лютого 1938 року.
Тіссеранів параметр щодо Юпітера — 3,294.